# Vojenský hřbitov (Komárov u Nechanic)
Vojenský hřbitov v Komárově u Nechanic na Královéhradecku se nachází západně od obce na rozhraní bývalé nechanické bažantnice a pole. Na ploše 360 m² je pohřbeno 565 vojáků.

## Historie
Jedním z míst bojů prusko-rakouské války byla bitva u Hradce Králové 3. července 1866. U Nechanic proběhla část této bitvy a po jejím skončení pruská armáda zřídila 4. a 5. července v Nechanicích a jejich okolí sedm lazaretů pro těžce raněné a třináct pro lehce raněné vojáky. Bylo ošetřeno celkem 2 746 mužů, z nichž zemřelo 246 rakouských, 118 saských a 201 pruských vojáků. Zemřelí byli pohřbeni na západním okraji bažantnice na bývalém pastvišti.
Malý hřbitov zde vznikl z iniciativy a na náklady saské vlády, která okolí pietně upravila.
Hřbitov byl udržován hrabětem Janem Harrachem, později nechanickým hasičským sborem či zaměstnanci poštovního úřadu. Po vzniku Komitétu pro udržování památek z války roku 1866 v Hradci Králové jej tento převzal do své péče. Kamenné pomníky byly roku 2005 opraveny.

### Pomníky v okolí

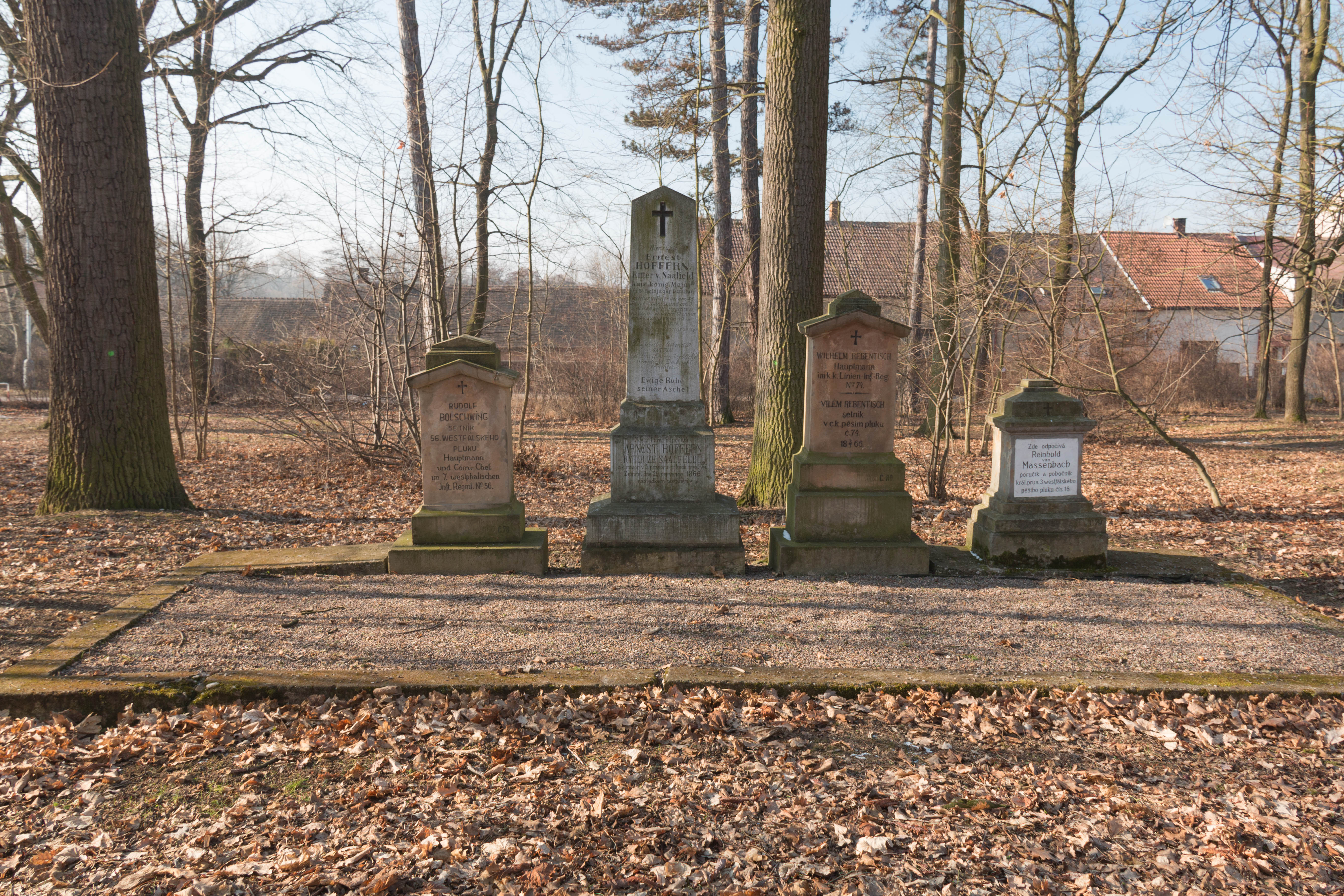
Pomníky ve Štrosových sadech, Nechanice

V Nechanicích ve Štrosový sadech se nacházejí čtyři pomníky připomínající bitvu roku 1866. Původní kříže na jejich vrcholech byly uraženy.
Mramorový jehlancový pomník rakouského mjr. Ernsta Háfferna rytíře von Saalfeld od 5. praporu polních myslivců byl věnován rodinou (pomník č. 77).
Pískovcový kvádrový pomník pruského setníka Rudolfa von Bolschwingh od 7. vestfálského pěšího pluku č. 56 byl věnován plukem (pomník č. 78).
Pískovcový kvádrový pomník pruského npor. a plukovního pobočníka Reinholda von Massenbach od 3. vestfálského pěšího pluku č. 16 byl věnován rodinou (pomník č. 79).
Pískovcový kvádrový pomník rakouského setníka Wilhelma Rebentische od 74. pěšího pluku byl věnován rodinou (pomník č. 80).

### Naučná stezka
Hřbitov je součástí Naučné stezky „Bitva u Hradce Králové 3. července 1866 – Jižní křídlo“ založené a provozované Komitétem pro udržování památek z války roku 1866.